# Berry Linux
Berry Linux è una distribuzione Linux Live CD che supporta Inglese e Giapponese. Berry Linux è basata ed è compatibile con i pacchetti Fedora 20. La distribuzione è principalmente incentrata sull'utilizzo come Live CD, ma può anche essere installata su un'unità USB come live. Berry Linux può essere utilizzata per provare e mostrare Linux, per scopi educativi o come sistema di salvataggio, senza la necessità di apportare modifiche a un disco rigido. La versione attuale è la 1.19 rilasciata l'8 gennaio 2015.
Berry include supporto per la lettura / scrittura NTFS, e AIGLX e Beryl sono presenti come pacchetti bundle per gli effetti desktop 3D. Berry utilizza anche bootsplash per l'avvio grafico.
La versione completa (v1.12) include e viene eseguita su Linux Kernel 3.0.4. Ha il sistema audio ALSA, il supporto ACPI e SELinux. Berry Linux dispone di rilevamento automatico hardware, con supporto per molte schede grafiche, schede audio, SCSI, dispositivi USB e molte altre periferiche. I dispositivi di rete vengono configurati automaticamente con DHCP.
La versione completa di Berry Linux utilizza KDE (versione 4.6.5) mentre Berry Linux Mini utilizza il gestore di finestra di Fluxbox. La versione completa è di 512.7MB, mentre la versione mini è di 273.4MB. Per testare Berry Linux non è necessario installare la distribuzione su un disco rigido, in quanto il sistema operativo viene eseguito interamente da CD-ROM. È tuttavia possibile installare Berry Linux su un disco rigido, che richiede 1,7 gigabyte di spazio libero. Berry Supporta il giapponese, include Whiz, un sistema di conversione Kana-Kanji. Viene fornito con la versione LibreOffice 3.4.3, una suite Office compatibile con Microsoft Office, nonché TextMaker / PlanMaker come software per l'ufficio. GIMP versione 2.6.10, è fornito in dotazione per il software grafico.
Berry include i lettori multimediali Audacious, MPlayer, Xine e Kaffeine. Come impostazione predefinita sono installati codec DVD e DivX.

## Versioni
Berry Linux ha le seguenti versioni.
| Data di rilascio | Numero versione  | Basato su     |
| ---------------- | ---------------- | ------------- |
| 2003-11-11       | Berry Linux 0.29 | Fedora Core 1 |
| 2004-01-21       | Berry Linux 0.35 | Kernel 2.6    |
| 2004-07-21       | Berry Linux 0.43 | Fedora Core 2 |
| 2004-12-15       | Berry Linux 0.51 | Fedora Core 3 |
| 2005-07-21       | Berry Linux 0.60 | Fedora Core 4 |
| 2006-04-18       | Berry Linux 0.69 | Fedora Core 5 |
| 2006-11-20       | Berry Linux 0.76 | Fedora Core 6 |
| 2007-07-10       | Berry Linux 0.87 | Fedora 7      |
| 2008-02-24       | Berry Linux 0.88 | Fedora 8      |
| 2008-05-17       | Berry Linux 0.91 | Fedora 9      |
| 2008-12-07       | Berry Linux 0.94 | Fedora 10     |
| 2009-01-29       | Berry Linux 0.95 | Fedora 10     |
| 2009-04-10       | Berry Linux 0.96 | Fedora 10     |
| 2009-06-22       | Berry Linux 0.97 | Fedora 10     |
| 2009-09-14       | Berry Linux 0.98 | Fedora 11     |
| 2010-03-15       | Berry Linux 1.01 | Fedora 12     |
| 2010-08-31       | Berry Linux 1.04 | Fedora 13     |
| 2011-05-24       | Berry Linux 1.10 | Fedora 14     |
| 2011-10-30       | Berry Linux 1.12 | Fedora 15     |
| 2012-02-06       | Berry Linux 1.13 | Fedora 16     |
| 2012-05-28       | Berry Linux 1.14 | Fedora 16     |
| 2012-06-23       | Berry Linux 1.15 | Fedora 17     |
| 2012-12-31       | Berry Linux 1.17 | Fedora 17     |
| 2014-06-23       | Berry Linux 1.18 | Fedora 20     |
| 2015-01-08       | Berry Linux 1.19 | Fedora 21     |
| 2015-05-29       | Berry Linux 1.20 | Fedora 21     |
| 2015-11-22       | Berry Linux 1.21 | Fedora 23     |
| 2015-12-31       | Berry Linux 1.22 | Fedora 24     |
| 2017-01-08       | Berry Linux 1.24 | Fedora 25     |
| 2017-11-27       | Berry Linux 1.26 | Fedora 27     |
| 2019-07-08       | Berry Linux 1.31 | Fedora 30     |
| 2020-03-17       | Berry Linux 1.32 | Fedora 31     |
| 2021-07-07       | Berry Linux 1.35 | Fedora 34     |

## Curiosità
Il creatore della distribuzione è un grande amante di gatti.